# Магнітний меридіан

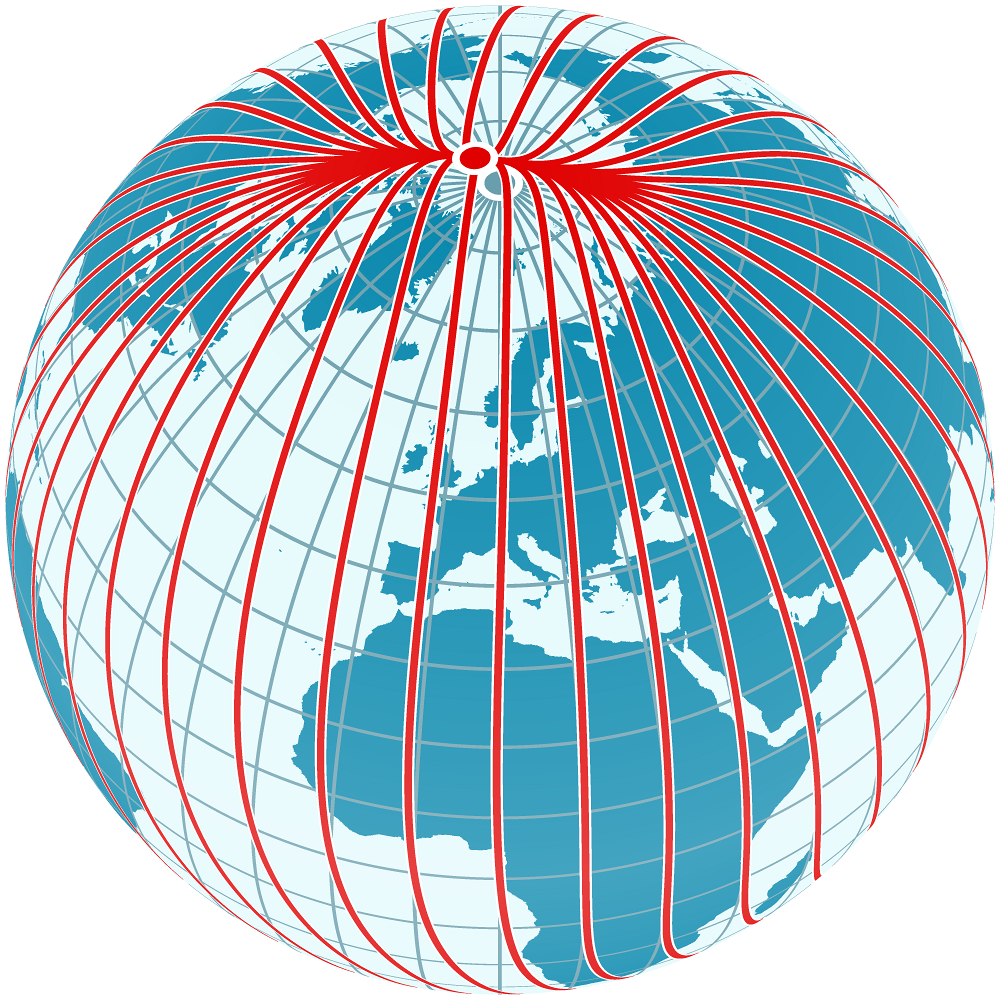
Магнітні меридіани (позначені червоним).

Магнітний меридіан — складна крива, яка розташована вздовж силових ліній магнітного поля Землі і є проєкцією останніх на земну поверхню. Магнітні меридіани огинають магнітосферу Землі і сходяться на північному і південному магнітних полюсах. Площиною магнітного меридіана називається вертикальна площина, що проходить через місце знаходження спостерігача (приладу) і містить вектор напруженості магнітного поля Землі в цій точці. Кут між площиною магнітного меридіана і площиною географічного меридіана в даній точці земної поверхні називається магнітним схиленням. У навігації магнітний меридіан визначається як вертикальна площина, що проходить через вісь стрілки магнітного компаса. Курс, відлічений від магнітного меридіана, називається магнітним курсом і протиставляється справжньому курсу, відліченому від меридіана географічного.
Поряд з магнітними меридіанами часто розглядають геомагнітні меридіани — лінії перетину поверхні Землі площинами, проведеними через дані точки земної поверхні. Геомагнітні меридіани збігаються з дугами великих кіл, що проходять через магнітні полюси. На відміну від магнітних, що описують реальне магнітне поле Землі, геомагнітні меридіани описують його перше наближення — поле однорідно намагніченої земної кулі.